# Kazimierz Konarski
Kazimierz Bogdan Konarski (ur. 27 maja 1886 w Jeleniowie, zm. 3 listopada 1972 w Warszawie) – polski historyk, archiwista, profesor Uniwersytetu Warszawskiego, autor powieści i wierszy dla dzieci i młodzieży.

## Życiorys
Urodził się w rodzinie ziemiańskiej jako syn Szymona Jaxa-Konarskiego h. Gryf (1850–1918) i Joanny z Kosseckich h. Rawicz. Maturę zdał w 1906 w Krakowie w I Szkole Realnej, w następnym roku zdał maturę typu humanistycznego. W latach 1907–1913 studiował historię na Uniwersytecie Jagiellońskim. Na podstawie pracy Polska przed odsieczą wiedeńską w roku 1683 uzyskał stopień doktora filozofii; uzyskał stypendium, które pozwoliło mu prowadzić kwerendę w archiwach: w Dreźnie i Paryżu. W latach 1914–1916 pracował w szkolnictwie średnim, potem został wykładowcą historii na Uniwersytecie Warszawskim.

W 1917 został sekretarzem generalnym w Departamencie Wyznań Religijnych i Oświecenia Publicznego w Tymczasowej Radzie Stanu (później Ministerstwo Wyznań Religijnych i Oświecenia Publicznego). W dniu 11 listopada 1918 r. (wraz z p.o. kierownika Wydziału Archiwów Państwowych w tymże ministerstwie Stefanem Ehrenkreutzem i jego podwładnym Antonim Rybarskim) przejął archiwa warszawskie od instytucji niemieckich. W 1921 został dyrektorem Archiwum Akt Dawnych w Warszawie.

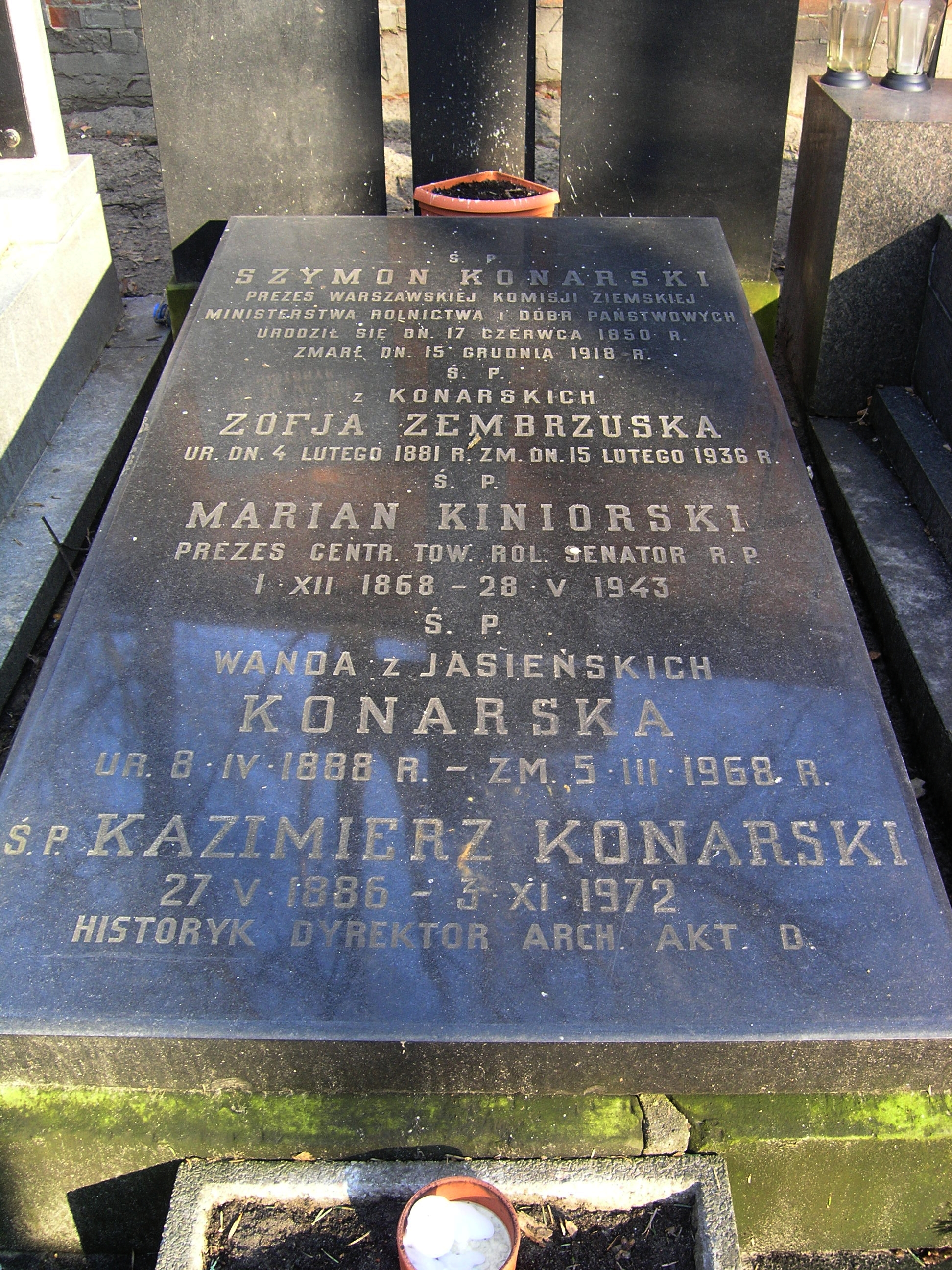
Grób Kazimierza Bogdana Konarskiego na Starych Powązkach w Warszawie (stan na marzec 2012)

Mając wiele obowiązków, sam porządkował akta, co pozwoliło mu uogólnić teoretycznie zdobyte doświadczenia i w rezultacie napisać pierwszy polski podręcznik archiwistyki pt. Nowożytna archiwistyka polska i jej zadania, wyd. w 1929; był także autorem licznych artykułów na łamach Archeionu. Konarski aktywnie uczestniczył w rozmaitych archiwalnych przedsięwzięciach: organizował dział archiwalny w czasie Powszechnej Wystawy Krajowej w Poznaniu w 1928, zainicjował i prowadził kursy archiwalne dla archiwistów i użytkowników archiwów, był członkiem redakcji „Archeionu”, prowadził prace nad wprowadzeniem informacyjnej karty dla zespołu archiwalnego. Był działaczem i referentem Sekcji Archiwalnej Towarzystwa Miłośników Historii w Warszawie. Jego bliskim współpracownikiem był zastępca dyrektora w Archiwum Akt Dawnych Ryszard Przelaskowski. Działalność Konarskiego przerwał wybuch II wojny światowej. W czasie powstania warszawskiego Archiwum Akt Dawnych straciło ok. 80% archiwaliów, w 1945 pozostałą część materiałów włączono do zasobu Archiwum Głównego Akt Dawnych w Warszawie, a Kazimierz Konarski został wicedyrektorem tegoż archiwum. Prowadził tu liczne prace inwentaryzacyjno-porządkowe, co zaowocowało kolejnymi publikacjami (m.in.): Wstęp inwentarza zespołu archiwalnego („Archeion”, t. 21, 1952) oraz Podstawowe zasady archiwistyki (tamże, t. 19–20, 1951). Razem z Aleksym Bachulskim i Adamem Wolffem podjął prace (przerwane przez wojnę) nad terminologią archiwalną, co ukoronowało wydanie w 1952 pierwszego Polskiego słownika archiwalnego, będącego dziełem pionierskim także w skali światowej archiwistyki. Zajmował się też sporządzaniem sumariuszy do protokołów posiedzeń Rady Administracyjnej Królestwa Polskiego, co wykorzystał do opublikowania propozycji dotyczących pomocy archiwalnych: Indeks archiwalny – próba metody („Archeion”, t. 36, 1962) oraz Sporządzanie sumariuszy i indeksów w archiwach (tamże, t. 37, 1962). W 1957 Konarski zrzekł się stanowiska wicedyrektora AGAD i objął kierownictwo Oddziału akt XIX w., w 1961 przeszedł na emeryturę. Był aktywny w towarzystwach naukowych. 
Dwukrotnie żonaty. W 1919 ożenił się z Emilią Wandą Jasieńską, z którą miał dwóch synów (Jerzego i Stanisława), po owdowieniu – z Marią Wąsowską.
Zmarł po wypadku 3 listopada 1972 w Warszawie, pochowany został na cmentarzu Powązkowskim (kwatera 188-1-8).
Kazimierz Konarski uważany jest za twórcę nowożytnej archiwistyki polskiej, stworzył podwaliny polskiej teorii archiwalnej. Był także historykiem ustroju z licznym dorobkiem publikacji (artykuły, recenzje). Obdarzony talentem literackim spisał wspomnienia: Dalekie a bliskie. Wspomnienia szczęśliwego człowieka (1965), był autorem opowiadań (głównie historycznych) i wierszy dla młodzieży.

## Ordery i odznaczenia
- Krzyż Oficerski Orderu Odrodzenia Polski (9 listopada 1932)[5]
- Krzyż Oficerski Orderu Odrodzenia Polski (1961)[2]
- Złoty Krzyż Zasługi (dwukrotnie, po raz drugi 22 lipca 1953[6])
- Medal Niepodległości (22 grudnia 1931)[7]
- Medal Dziesięciolecia Odzyskanej Niepodległości[8]